# Блиев, Марк Максимович
Марк Макси́мович Бли́ев (осет. Блиты Максимы фырт Марк; 5 января 1929 — 22 ноября 2011) — советский и российский осетинский историк-кавказовед, общественный деятель, доктор исторических наук, профессор Северо-Осетинского государственного университета им. К. Л. Хетагурова.

## Биография
Родился 5 января 1929 года в селении Средний Урух Северо-Осетинской АО Северо-Кавказского края. В 1947 году окончил сельскую среднюю школу, затем исторический факультет Северо-Осетинского педагогического института. В 1953 году поступил в аспирантуру МГУ, в 1956 году защитил кандидатскую диссертацию на кафедре истории СССР периода капитализма. В 1958—1963 годах заведовал отделом истории Северо-Осетинского научно-исследовательского института истории, языка и литературы. В 1964 году перешёл на работу в Северо-Осетинский государственный университет имени К. Л. Хетагурова. В 1967 году в МГУ защитил докторскую диссертацию «Русско-осетинские отношения (40-е гг. XVIII — 30-е гг. XIX в.)». В 1969—1974 годах профессор Блиев — декан исторического факультета СОГУ, а с 1980 году — бессменный заведующий кафедрой истории СССР дореволюционного периода (ныне кафедра российской истории и кавказоведения).
Его научная и педагогическая деятельность сочеталась с масштабной исследовательской работой. В 1978 году он возглавил археологическую экспедицию СОГУ и лабораторию по изучению памятников истории и культуры. В тот же период им создан Археологический музей. В 1993 году на базе этих структур по инициативе Блиева организован Институт фундаментальных исследований, преобразованный в 1996 году в Институт истории и археологии при СОГУ, которым он руководил до последних дней своей жизни.
Его научные интересы унаследованы от известных кавказоведов Б. В. Скитского и С. К. Бушуева, под руководством которых он работал. Всего Блиевым опубликовано 14 монографий, в том числе учебников и учебных пособий, и более 200 научных и научно-популярных статей. В 1994 году в Москве вышла в свет книга «Кавказская война». Итогом его кавказоведческих изысканий явилось многоплановое исследование «Россия и горцы Большого Кавказа. На пути к цивилизации» (М., 2004). Его исследования вдохновили писателя Василия Цаголова на написание романа «Послы гор», который вышел из печати в 1965 году.
Выезжал с лекциями по проблемам истории Кавказа в Англию и Китай, Московский и Ростовский университеты.
В контексте осетино-ингушского конфликта выступил в печати с тезисом о «реликтовости ингушского общества», что вызвало критику журналистки Ирины Дементьевой и, позднее, правозащитницы Марьям Яндиевой, расценивших этот тезис как намек на расовую неполноценность ингушей.
В 1993 году руководил научной экспедицией «Alanica», работавшей в Венгрии и Франции и собравшей ценнейшие данные о заметной роли алан в становлении ранней стадии европейской цивилизации. Активно работал Блиев в области теоретической и прикладной исторической конфликтологии. Он был членом оргкомитета двух крупных международных конференций в Ирландии, посвященных современной конфликтологии. Его доклады на этих и других научных форумах вызывали повышенный интерес специалистов.
Прогнозируя вооруженные конфликты на Кавказе, М. М. Блиев был инициатором создания в Осетии общественного движения «Адамон Цадис» («Союз народа»), перед которым ставил миротворческие задачи. В 1994—1997 годах М. М. Блиев являлся советником президента РСО-Алания и на общественных началах экспертом Министерства иностранных дел России. Ему принадлежала идея проведения в 1997 году встречи в Кисловодске глав государств России, Закавказья и руководителей республик, краев и областей Северного Кавказа, в подготовке которой принял активное участие.
Похоронен на территории некрополя около Осетинской церкви.
6 января 2011 года вступил в силу указ президента Южной Осетии об учреждении ежегодной Государственной премии имени Марка Блиева с целью увековечения имени выдающегося осетинского учёного.
Память
24 ноября 2014 года на доме № 53 на улице Ленина установлена мемориальная доска (автор — Ибрагим Хаев).

## Основные работы
- Присоединение Северной Осетии к России. — Орджоникидзе: Сев.-Осет. кн. изд-во, 1959. — 164 с.
- Осетия в первой трети XIX века. — Орджоникидзе: Сев.-Осет. кн. изд-во, 1964. — 173 с.
- Русско-осетинские отношения (40-е гг. XVIII — 30-е гг. XIX вв.): Автореф. диссерт. на соискание уч. степени доктора историч. наук. — М.: МГУ им. М. В. Ломоносова, 1969. — 42 с.
- Русско-осетинские отношения (40-е гг. XVIII — 30-е гг. XIX вв.). — Орджоникидзе: Ир, 1970. — 379 с.
- Русско-осетинские отношения в XVIII в.: сборник документов. Т. 1, 2. — Орджоникидзе: Ир, 1976—1984.
- Кавказ и Средняя Азия во внешней политике России / Киняпина Н. С., Блиев М. М, Дегоев В. В. — М.: МГУ, 1984. — 328 с.
- Кавказская война (1817—1864) / М. М. Блиев, В. В. Дегоев. — М.: ТОО «Росет», 1994. — 591 с.
- Осетия, Кавказ: история и современность: Сб. науч. трудов / Под ред. проф. А. А. Магометова. — Владикавказ: Изд-во СОГУ, 1999. — 332 с.
- Россия и горцы Большого Кавказа. На пути к цивилизации. — М.: Мысль, 2004. — 878с.
- История Осетии с древнейших времен до конца XIX века: учебник для ст. классов ср. школы / М. М. Блиев, Р. С. Бзаров. — Изд. 2-е. — М.: Издат. центр «Вентана-граф», 2005. — 352 с.
- Южная Осетия в коллизиях российско-грузинских отношений / Марк Блиев; Кавказ. ин-т демократии. — М. : Европа, 2006. — 472 с.
- Осетинское посольство в Петербурге 1749—1752 : присоединение Осетии к России. — Владикавказ: ИПП им. В. Гассиева, 2010. — 234 с.
- Черкесия и черкесы XIX века: монография. — Москва: Международный институт новейших государств, 2011.- 192с.

## Критика
Российский этнограф Виктор Шнирельман пишет:

«Научной» основой этой антиингушской кампании послужила теория ведущего осетинского историка М. М. Блиева, провозгласившего «набеговую систему», коварство и жестокость «этногенетическими» особенностями ингушей, связанными с «определенной формационной стадией». Еще в 1983 г. Блиев впервые заявил о том, что агрессивность была будто бы обусловлена формационной принадлежностью горских «вольных» обществ, лишь недавно расставшихся с родоплеменным строем. С тех пор он регулярно воспроизводил эту концепцию в своих работах. Нет сомнений, что большое влияние на ее сложение оказал рост напряженности в осетиноингушских отношениях в начале 1980-х гг., о чем речь пойдет ниже. Однако Блиев категорически возражает против таких параллелей.

## Награды
Заслуженный деятель науки РФ (1994), РСО-Алания, РЮО. Награждён «Орденом Почета» РФ, «Орденом Почета» РЮО, Серебряной медалью имени И. А. Ильина «За развитие русской мысли» Русской православной церкви.